# Harald-Kaufmann-Archiv
Das Harald-Kaufmann-Archiv wurde 1995 an der Akademie der Künste (Berlin) eingerichtet. Der umfangreiche Nachlass des österreichischen Philosophen und Musikologen Harald Kaufmann (1927–1970) umfasst: Manuskripte und Vorarbeiten u. a. zur Dissertation Methoden der philosophischen Interpretation, zu den Büchern Spurlinien und Fingerübungen, zu Vorträgen sowie zur unveröffentlichten Studie zum jüdischen intellektuellen Wien um 1900 Geist aus dem Ghetto, Druckbelege von Rezensionen, Feuilletonartikeln und Werkeinführungen, Manuskripte von literarischen Arbeiten und Libretti, Analyseskizzen, Notizhefte; Korrespondenz u. a. mit Theodor W. Adorno, Hans Erich Apostel, Helene Berg, Alfred Brendel, Francis Burt, Friedrich Cerha, Luigi Dallapiccola, Johann Nepomuk David, Ulrich Dibelius, Herbert Eimert, Josef Häusler, Ernst Krenek, Rolf Liebermann, György Ligeti, Frank Martin, Josef Polnauer, Willi Reich, Rudolf Stephan, Heinrich Strobel, Hans Heinz Stuckenschmidt, Hans Swarowsky, Wieland Wagner und Hans Weigel sowie mit zahlreichen Institutionen; ferner die Arbeitstagebücher, biografische Unterlagen und Fotos.